# Kouřim
Kouřim è una città della Repubblica Ceca facente parte del distretto di Kolín, in Boemia Centrale.